# Sosylus costatus
Sosylus costatus är en skalbaggsart som beskrevs av Leconte 1863. Sosylus costatus ingår i släktet Sosylus och familjen rovbarkbaggar. Inga underarter finns listade i Catalogue of Life.